# O’Melveny & Myers
O’Melveny & Myers ist eine internationale Anwaltskanzlei, die 1885 in Los Angeles, Kalifornien, gegründet wurde. Die Kanzlei beschäftigt etwa 740 Anwälte und hat Büros in Kalifornien, Washington, D.C., New York City, Peking, Brüssel, Hongkong, London, Seoul, Shanghai, Singapur und Tokio. 2016 betrug der Umsatz 725 Millionen US-Dollar. Chairman der Kanzlei ist Bradley J. Butwin. Laut der Pitchbook 2018 Annual Global League Tables 2018 war die Kanzlei die fünfzehntaktivste globale Anwaltskanzlei für Risikokapitalgeschäfte im Jahr 2018.

## Popkultur
O’Melveny & Myers wurde in einer Episode von The Sopranos als eine der Firmen genannt, für die Beamte des Justizministeriums der Vereinigten Staaten zu arbeiten suchen. Ein Ankläger des Justizministeriums ist zu hören, der sagt: „Er hat seine sechsstellige Zukunft bei O’Melveny & Myers ruiniert, als er den Prozess der Junior-Sopranos vermasselt hat.“
O’Melveny & Myers wurde auch in einer Episode von Suits (Staffel 3, Episode 6) erwähnt, als Donna sich entscheidet, in welcher Anwaltskanzlei sie arbeiten soll. Sie sagt: „Ich entscheide mich zwischen Bratton Gould, Skadden Arps und O’Melveny & Myers.“